# Seeclub Sursee
Der Seeclub Sursee ist ein Ruderclub in Sursee am Sempachersee. Er wurde 1917 gegründet und zählt heute etwa 250 Mitglieder.

## Vereinsgeschichte

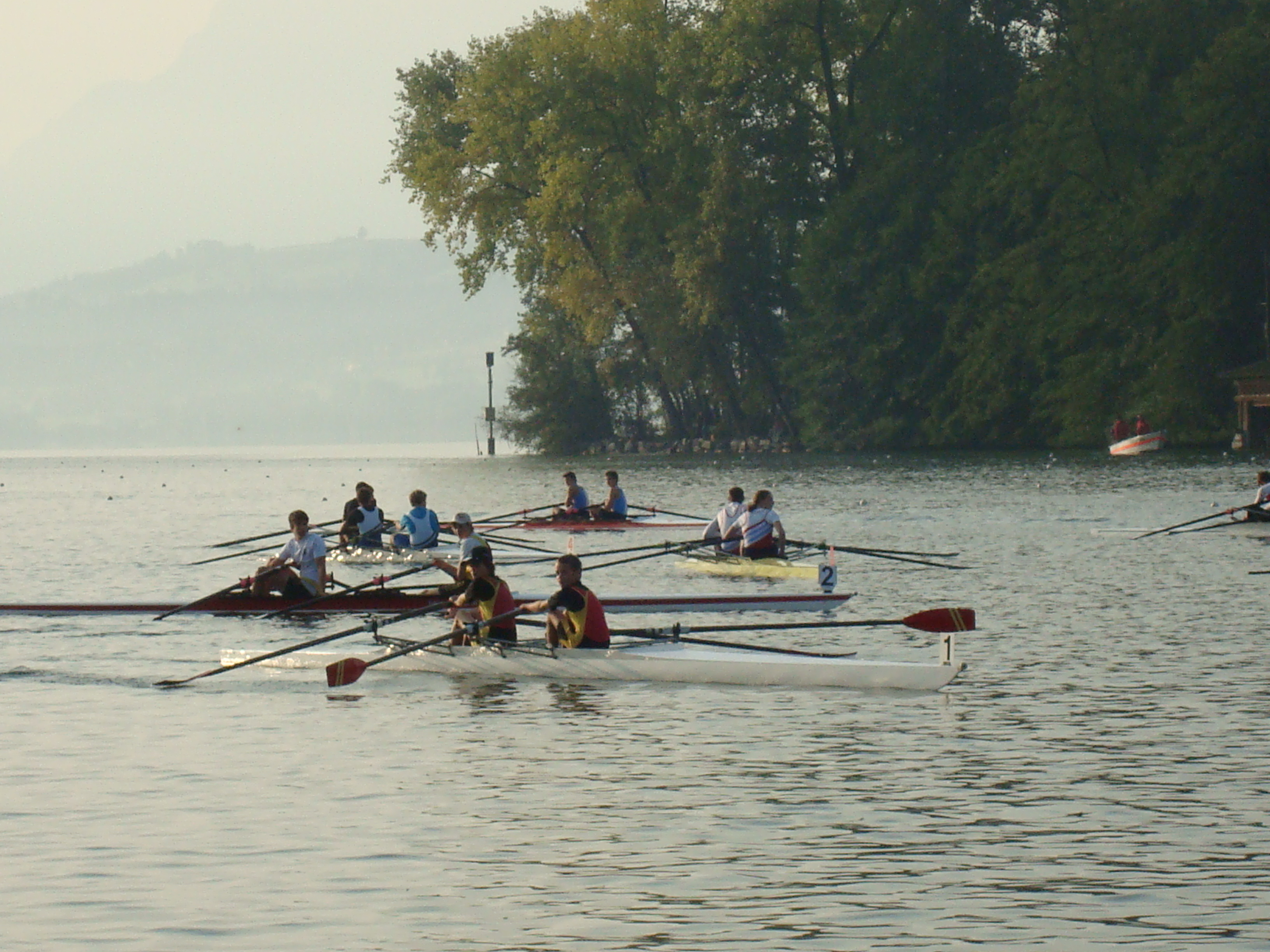
Ruderboote im Triechter

1917 wurde der Seeclub Sursee gegründet. Erst 60 Jahre später konnte der Seeclub 1. Erfolge feiern. Der 1. Schweizermeistertitel gewann dann der Seeclub 1973. Nur 5 Jahre später konnte Peter Albisser als 1. Clubmitglied an einer WM antreten. Mehrfach für den Seeclub erfolgreich war auch Pia Vogel, welche einen Weltmeister und Juniorenvizeweltmeistertitel gewonnen hatte. 
Das Bootshaus des Seeclub wechselte mehrmals. 1917 diente eine einfache Hütte als Clubhaus. Diese wurde dann durch ein richtiges Haus ersetzt, welches aber 13 Jahre nach dem Bau abgerissen wurde, da die Kooperation Sursee, der das Land gehörte, die Quai-Anlagen vergrössern wollte. Das nächste Clubhaus kam neben das heutige zu stehen. 1931 war das neue Clubhaus in der heutigen Badi Sursee fertig. Da aber die Badeanstalt vergrößert werden sollte, musst der Seeclub Sursee wieder weichen, dies mal aber nur ein paar Meter. Seit 1982 ist das Clubhaus am nordöstlichen Ende des Triechter. Dieses wird seit 2010 saniert.

## Internationales Rudertreffen Sursee
Seit 1972 führt der Seeclub Sursee alljährlich eine Regatta durch.
Traditionellerweise steht am Samstag der GP Sempachersee, ein Achter-Langstreckenrennen über 6,5 km von Sempach nach Sursee. Im Jahr 2012 wurde ein Rekord von 37 Booten verzeichnet. Am Sonntag findet dann im Triechter eine Sprintregatta über 450 m statt. Im Gegensatz zu anderen Regatten können Zuschauer parallel zur Strecke stehen und es wird in Intervallen von 3 Minuten gestartet. Die Sprintregatta ist eine der meistbesuchten Regatten in der Schweiz mit rund 1500 startenden Booten.

## Bekannte Mitglieder
- Pia Vogel, 4 Weltmeister-, 14 Schweizermeistertitel
- Simon Schürch, Olympiasieger 2016 und Olympisches Diplom 2012 im Leichtgewichts-Vierer-ohne, Vizeweltmeistertitel, Europameistertitel, ein Weltcupsieg, mehrere Schweizermeistertitel
- Olivya Wyss, mehrere Teilnahmen an internationalen Rennen, mehrere Schweizermeistertitel